# Квазирелигия
Квазирели́гия (англ. quasi-religion), парарели́гия (англ. para-religion), имплици́тная (скрытая) религия (англ. implicit religion, invisible religion), секуля́рная (секуляризованная) религия (англ. secular religion, secularized religion) — группа понятий (терминов), используемых для описания совокупности возникающих в обществе, под влиянием секуляризации, новых  образований, феноменов или форм сознания, обладающих некоторыми признаками религии, но выходящих за рамки того или иного узкого определения термина «религия». Квазирелигия с самого своего зарождения вступает в противоборство с классической религией и стремится её заместить.

## Методология Пауля Тиллиха
Первым учёным, пустившим в научный оборот понятие «квазирелигия», был немецкий лютеранский теолог, профессор философии Франкфуртского университета Пауль Тиллих, который таким образом обозначал современные ему идеологии, возникшие под влиянием усиливающегося секуляризма в мире: националистическую (в лице фашизма), социалистическую (в лице коммунизма) и либерально-гуманистическую (в лице либерализма). Так, в одной из своих работ под названием «Христианство и встреча мировых религий» Тиллих писал: «…Главной характерной чертой современной встречи мировых религий является их встреча с квазирелигиями нашего времени. Даже взаимоотношения собственно религий во многом определяются встречей каждой из них с секуляризмом и одной или несколькими квазирелигиями, которые основаны на секуляризме»:5.
Тиллих усовершенствовал введённое его предшественником Йохимом Вахом понятие «псевдорелигия», предложив отличать его от понятия «квазирелигия»: «Иногда то, что я называю квазирелигиями, называют псевдорелигиями, но это столь же неточно, сколь и несправедливо. «Псевдо» указывает на предполагаемое, но обманчивое сходство; «квази» указывает на подлинное сходство (англ. genuine similarity) — не предполагаемое, а основанное на идентичности некоторых сторон»:5.
В основу своей категоризации Тиллих положил веру, на основе которой потом произрастает религия, которую Тиллих определяет как «состояние захваченности предельным интересом, по отношению к которому все прочие интересы выступают как предшествующие и который заключает в себе ответ на вопрос о смысле нашей жизни»:4. А уже под воздействием «страсти», из «предельного интереса» человека возникает его устремление к тем или иным объектам, которые могут «превращается в некоего бога»:161.
Далее, по Тиллиху получается, что превращение некоего объекта в бога, как раз, и приводит к возникновению квазирелигий, где конечные реальности подменяют собой подлинные предельные реальности. Тиллих по этому поводу замечает: «В секулярных квазирелигиях предельный интерес направлен на такие объекты, как нация, наука, особая форма или состояние общества или высший идеал человечества, которые в этом случае рассматриваются как божественные»:5. Отсюда Тиллих определяет квазирелигии как «идолопоклонническую веру», то есть веру, которая обращена к «ложным предельностям», поскольку «…В идолопоклоннической вере предварительные, конечные реальности возвышены до уровня предельности»:164.
Тиллих особо отмечает, что для него квазирелигия не просто подражание религии, а только лишь те их секулярных движений в обществе, которые «демонстрируют убедительные признаки собственно религий (англ. the religions proper), хотя при этом они глубоко отличаются от них»:4. Например, Тиллих относится к фашизму и коммунизму как к квазирелигиям, поскольку считает, что они «являются радикализациями и трансформациями национализма и социализма соответственно и оба обладают, хотя и не всецело, потенциалом действительно религиозного характера. В фашизме и коммунизме национальные и социальные интересы вознесены до неограниченной предельности. Сами по себе национальный и социальный интересы обладают высокой ценностью и достойны того, чтобы отдать за них жизнь, но ни тот, ни другой интерес в сущности не является безусловным интересом»:6. А нация и идеальное общество стали «богами» для «наиболее выразительных примеров современных квазирелигий», к каковым Тиллих относит идеологию фашизма и коммунизма:5-6.
Тиллих замечает, что фашизм и германский нацизм, представляют собой наиболее обобщённые разновидности национализма, поскольку, «Если нация является чьим-либо предельным интересом, то название нации становится священным именем и сама нация наделяется божественными качествами, которые во многом превосходят реальное бытие и жизнедеятельность нации»:161. При этом, ответственность за произошедшее искажение этнического самосознания Тиллих возлагает на плечи секуляризма, заявляя, что «Национализм в современном смысле слова мог возникнуть только тогда, когда секулярный критицизм разъединил прежнее единство религиозного освящения и групповое самоутверждение, освящающая религия была потеснена, и пустое место было замещено национальной идеей как предельным интересом»:15. Тиллих писал: «нация — вот единственный бог, в котором всё сконцентрировано, бог, который, конечно же, оказался демоном, но который со всей ясностью показал безусловный характер предельного интереса»:133.

### Нацизм как квазирелигия
Нацизм Пауль Тиллих именовал «демоническая квазирелигия»:45, поскольку считал, что использовавшийся НСДАП древний эсхатологический символ грядущей «тысячелетней эры» применительно к нацистской Германии, который наделил высшим священным статусом немецкую нацию, придаёт немецкому национализму страсть и силу, вместе c радикализацией. Квазирелигиозность пыталась «втянуть церкви в орбиту неоязыческих идей и культовой практики»:357.

### Социализм и коммунизм как квазирелигия
Пауль Тиллих считал, что социализм, по своей сущности, обладает большой квазирелигиозной силой: «В нём „ожидание нового порядка вещей“ выступает направляющим религиозным элементом, и это ожидание может выражаться в христианском символе конца истории и в секулярно-утопических символах „бесклассового общества“ как цели истории. Этот квази-религиозный элемент всех типов социализма был радикализирован в революционный период коммунизма…»:8.
Также Тиллих, вероятно имея в виду этнорелигиозную родословную Карла Маркса и многих других деятелей коммунистического движения, считал, что коммунизм, как квазирелигия, помимо общей для всех типов социализма квазирелигиозной силы обладает в качестве основополагающего источника «ветхозаветный профетизм и иудейское законничество»:18.
Тиллих считал, что сильную подпитку квазирелигия социализма и коммунизма получила от российской коммунистической интеллигенции, потому что энергия российской коммунистической квазирелигии, порожденная «потрясающе сильным типом предельного интереса», направлялась и на переустройство общества по эсхатологическому предписанию, а также и на острую борьбу с «религиями в собственном смысле», прежде всего — на борьбу с православием. Тиллих считал, что православие, сумевшее обуздать «суеверные предрассудки» и охвативший всё общество «социальный критицизм», оказалось слабым соперником перед лицом коммунистической квазирелигии. Также Тиллих полагал, что православие в большей или меньшей степени несёт ответственность за развитие в России такой стойкой квазирелигиозной системы. Отмечая слабость восточного христианства в борьбе с вторжением витальных религиозных движений, Тиллих сравнивает «вторжение» в Россию коммунистической квазирелигии со вторжением в среду обитания древнего восточного христианства ислама. Он не ограничивается поиском исторических подобий, но также и утверждает о существовании типологического сходства между квазирелигией коммунизма и религией Мухаммеда. Тиллих признаёт различия, но в то же время отмечает, что «различие между ними много меньше с психологической точки зрения, чем с теологической. Идентификация с коллективом, пренебрежение индивидуальным существованием, утопический дух — всё это в равной степени свойственно исламу и коммунистической квазирелигии»:19.

### Либерализм как квазирелигия
Согласно Паулю Тиллиху либерализм имел несомненный характер квазирелигии в период своей борьбы с абсолютизмом. Но и сегодня либерализм проявляет свою квазирелигиозность всякий раз, когда он вынужден защищаться, идёт ли «речь о научной независимости, свободе образования, социальном равенстве или гражданских правах». Тиллих отмечает, что у либерально-гуманистической квазирелигии возникли наиболее тесные связи с протестантизмом, «во всех формах либерального протестантизма, произошло их полное слияние». Тогда как католицизм имеет более сложное и в целом негативное отношение к либерально-гуманистической квазирелигии.

## Понятие в российской науке
Понятие «квазирелигия» часто употребляется отечественными авторами, что «однако является скорее риторическим приёмом, нежели понятием с самостоятельным содержанием».
И. В. Можейко связывал понятие квазирелигия с верой людей в 1970-е  годы в НЛО.
И. Н. Яблоков считает, что совокупность таких форм современной культуры, каковыми являются игрорелигии, интернет-религии, почитание звёзд, «религии коммерции» и прочие, обычно определяется как «квазирелигия».
В. В. Шмидт предлагает различать две «формы религиозной системы — классическая» и «постклассическая (то есть квазирелигия)».
И. Е. Задорожнюк пишет о «квазирелигиозных», «квазицерковных», «квазикультовых» чертах американской гражданской религии, и поэтому некоторые исследователи обращают внимание, что «приставка квази- по смыслу приближается к приставке псевдо-, то есть квазирелигия понимается как ложная религия. Эта трактовка существенно отличается содержания, вкладываемого П. Тиллихом и его последователями». А поскольку, отмечает К. А. Колкунова, его основная цель — «разоблачать консервативную, шовинистическую сторону этого религиозно-политического феномена», то именно она «приводит к использованию понятий „квазирелигия“, „сверхрелигия“, „квазицерковный“, ни одно из которых в работе не определено».
Е. Н. Чеснова, опираясь на книгу К. С. Льюиса, считает, что «сведение веры к неврозу… приводит к латентной ассимиляции и трансформации феномена веры в другой тип, например, квазиверу, так как полное исчезновение веры из жизни человека невозможно, потому что является его фундаментальной характеристикой». Она также замечает, что секуляризация сама по себе не ведёт к упадку или разрушению развития веры, но может стать одной из причин, которые приводят к появлению таких «феноменов, как квазивера, квазирелигиозность, квазирелигия, способствовать возрождению религиозности в обществе».
В. М. Сторчак для описания мессианизма, в том числе и большевистского, использует как синонимы понятия (термины) «квазирелигия» и «псевдорелигия»: «многие русские философы классифицировали его [большевизм] как своеобразный тип псевдорелигии (квазирелигии)». Колкунова замечает, что поскольку автор не даёт определения используемым им понятиям (терминам), то «из их употребления можно сделать вывод о позиции автора», что идеология большевизма является формально-символическим заменителем традиционной религии, потому что «произошла подмена одной веры (православной) на другую (квазирелигиозную марксистскую)». Вместе с тем, его оценка развития квазирелигий отличается от той, которую описывал Тиллих, потому что немецкий теолог считал, что концом любой квазирелигии будет её саморазрушение, в то время как Сторчак утверждает, что «дойдя до своего логического конца, атеизм превратился в предмет веры, в религию».
Иногда религиоведы, например, Д. В. Пивоваров в своей монографии «Философия религии», рассматривают связь идеологии и религии, прямо используя какие-либо понятия и термины, делая при этом утверждение, что «нередко идеология подменяет собой религию и может даже отрицать — в форме „научного“ атеизма — традиционные религии», что является очень близким по содержанию концепции квазирелигий Тиллиха. В коллективной монографии «Визуальная сущность религии» Д. В. Пивоваров в рамках своей концепции «эгоцентричность-социоцентричность-космоцентричность» отмечает, что «в XX в. государственный марксизм в СССР и Китае стал важнейшим вызовом традиционным религиям. Его можно назвать социоцентрической „квазирелигией“ потому что: а) он располагает метафизической системой абсолютного (идеей саморазвития материи-субстанции и творения человека), догматическим учением о спасении человечества через пролетарскую революцию, абсолютной целью построить коммунистический земной рай; б) жёстко требует от своих верующих беспрекословной преданности символу веры; в) способен сакрализовать идеалы созидаемой коммунистической культуры и направлять в соответствии с ними энергию народных масс; г) выработал особый моральный кодекс строителя коммунизма, собственную символику и публичный церемониальный язык для прославления вождя, партии и народа. Нетрудно усмотреть многочисленные аналогии между доктриной марксистского миллениума и христианской доктриной второго Пришествия Христа, верой в объективный дух времени и Абсолютный Дух и т. д. Правда, в отличие от христианского требования терпеливо относиться в тирании, марксизм вдохновляет к мятежу против богатеев и эксплуататоров».
Другие, например, А. П. Забияко, по мнению Колкуновой, «используют понятие „кибер-религия“ в менее прикладном смысле, скорее говоря о виртуальном характере существования язычества в современном мире», что «в данном случае не соответствует западной традиции, где термин кибер-религия всегда связывается с проблемами существования религии в кибер-пространстве, онлайн — церквями, проблемами религии и Интернет». В целом Колкунова отмечает «употребление рассматриваемых нами понятий, не подкрепленное теоретической базой или ссылками на западные работы», «приравнивание квазирелигий и псевдорелигий, использование других понятий, например, „сверхрелигия“».
Религиовед Э. Г. Филимонов определяет Церковь саентологии, как «одну из квазирелигий нового времени (new age)».